# Karaoyumca, Atakum
Karaoyumca là một xã thuộc quận Atakum, tỉnh Samsun, Thổ Nhĩ Kỳ. Dân số thời điểm năm 2010 là 326 người.